# (100622) 1997 TK26
(100622) 1997 TK26 es un asteroide perteneciente al cinturón de asteroides, descubierto el 13 de octubre de 1997 por el equipo del Beijing Schmidt CCD Asteroid Program desde la Estación Xinglong, Hebei, China.

## Designación y nombre
Designado provisionalmente como 1997 TK26.

## Características orbitales
1997 TK26 está situado a una distancia media del Sol de 2,555 ua, pudiendo alejarse hasta 3,320 ua y acercarse hasta 1,790 ua. Su excentricidad es 0,299 y la inclinación orbital 11,44 grados. Emplea 1492,05 días en completar una órbita alrededor del Sol.
Los próximos acercamientos a (15) Eunomia se producirán el 15 de abril de 2060, a (16) Psyche el 26 de abril de 2098 y el 6 de abril de 2143, entre otros.

## Características físicas
La magnitud absoluta de 1997 TK26 es 16,2.